# Думка. Нащо мені чорні брови…
«Думка. Нащо мені чорні брови…» — вірш Тараса Шевченка, написаний орієнтовно 1838 року в С.-Петербурзі.

## Написання та публікація
Твір датується орієнтовно 1838 роком, та місцем написання — С.-Петербург. Первісний автограф вірша не відомий. Найраніший текст, що дійшов до нас, — першодрук у «Кобзарі» 1840 року, звідки він був передрукований з деякими орфографічними змінами та перероблюванням рядка 16 («Ні з ким веселитись» на «Ні з ким говорити») в «Чигиринському Кобзарі і Гайдамаках» 1844 року. Того ж року з «Кобзаря» (1840) Я. П. де Бальмен переписав вірш (польською транслітерацією) до ілюстрованої ним та М. С. Башиловим рукописної збірки «Wirszy T. Szewczenka». 20 липня 1844 року Я. П. де Бальмен переслав цю збірку В. О. Закревському для передачі Шевченкові. Вірш поширювався і в інших рукописних списках з «Кобзаря» (1840) та «Чигиринського Кобзаря і Гайдамаків» (1844).
Після повернення із заслання, готуючи нове видання творів, поет у рукопису «Поезія Т. Шевченка. Том первий» (арк. 12—12 звор.) створив нову обробку тексту вірша: виправив рядок 9, вніс виправлення в рядки 10, 15, 21 (заміна порівняльного сполучника «як» на «мов»). Рядок 16 у цьому автографі спочатку збігався з текстом «Кобзаря» (1840): «Ні з ким веселитись», але тут же Шевченко закреслив останнє слово і над ним написав «говорити», подавши, таким чином, рядок за «Чигиринським Кобзарем і Гайдамаками» (1844). Оскільки Головне управління цензури 25 липня 1859 року не схвалило рукопису «Поезія Т. Шевченка. Том первий», а дало згоду лише на нове видання раніше друкованих творів поета, нова обробка «Думки» («Нащо мені чорні брови…») не ввійшла до нового видання — «Кобзаря» (1860). Оригіналом для складання вірша в «Кобзарі» (1860) послужив 12-й аркуш розшитого між 28 листопада і 5 грудня 1859 року рукопису «Поезія Т. Шевченка. Том первий», виправлений Д. С. Каменецьким. Виправлення Д. С. Каменецького мали на меті наблизити вірш до санкціонованого до нового видання Головним управлінням цензури тексту книжки «Чигиринський Кобзар і Гайдамаки» (1844). У рядках 9, 10, 15, 21 Д. С. Каменецький закреслив новостворені Шевченкові варіанти і послідовно відновив давніші друковані варіанти «Чигиринського Кобзаря і Гайдамаків» (1844). Інші його виправлення стосувалися орфографії і пунктуації («мені» виправлено на «мині» тощо), а в рядку 31 — мови. Д. С. Каменецький довільно виправив цей рядок («Голосніше, жалібніше» на «Голоснійше, жалібнійше») і, таким чином, запровадив у текст не властиву Шевченкові мовну форму. За цим автографом і з усіма зазначеними виправленнями Д. С. Каменецького вірш надруковано в «Кобзарі» 1860 року (с. 40 — 41; друкування завершено до 15 січня, дозвіл цензора В. М. Бекетова на випуск у світ — 23 січня 1860 року).
З «Кобзаря» (1860) зроблено списки вірша у рукописній збірці «Сочинения Т. Г. Шевченка» (1862); у «Кобзарі» (1863—1867); у «Кобзарі» (1866); записній книжці П. М. Волгіна (1872); зошиті І. Д. Гніпова першої половини 1870-х років тощо.

## Складова
Тематично прилягаючи до попередніх «Думок» («Тече вода в синє море…», «Вітре буйний, вітре буйний!..», «Тяжко-важко в світі жити…»), вірш є варіацією народнопісенних мотивів дівочої самотності й сирітства, які Шевченко найбільш активно розробляв у поезіях періоду заслання («Якби мені черевики…», «І багата я…», «Закувала зозуленька…» тощо). 